# Sella Giudicarie
Sella Giudicarie är en kommun i provinsen Trento i regionen Trentino-Sydtyrolen i Italien. Kommunen hade 2 945 invånare (2018).
Kommun bildades den 1 januari 2016 genom en sammanslagning av de tidigare kommunerna Bondo, Breguzzo, Lardaro och Roncone.